# Tamili
Tamili su etnička skupina južne Azije čija pisana povijest datira najmanje dva tisućljeća. Najstarije tamilske zajednice se nalaze u južnoj Indiji i sjeveroistočnom dijelu Šri Lanke. Postoje veliki broj tamilskih emigrantskih zajednica diljem svijeta, posebice u središnjoj Šri Lanki, Maleziji, Singapuru, Fidžiju, Mauricijusu i Južnoj Africi, a nešto novije zajednice postoje u Australiji, Kanadii dijelovima Europe.
Za razliku od većine drugih etničkih skupina, Tamili veći dio svoje povijesti nisu proveli pod vlašću istog političkog subjekta; Tamilakam, tradicionalno ime za tamilske zemlje, je pod vlašću Chola Imperij a bilo ujedinjeno tek u razdoblju od 9. do 12. stoljeća. Tamilski identitet se ustanovljava prvenstveno po  jezikoslovnim kriterijima, tako da se Tamili određuju uglavnom po tome što im je tamilski materinski jezik. Međutim, u posljednje vrijeme se, zbog učestale emigracije, Tamilima smatraju i potomci Tamila koji su čuvaju tamilsku kulturnu tradiciju, iako sami ne govore jezik.
Tamili su etničkom, lingvističkom i kulturnom smislu srodni drugim dravidski narodima južne Azije. Procjenjuje se da ima oko 74 milijuna Tamila diljem svijeta.

## Vanjske poveznice
|  | Zajednički poslužitelj ima još gradiva o temi Tamili |

- Tamil Diaspora - a Trans State Nation
- Tamils - An Ancient People
- Thamizhar Martial Arts
- History of Tamil Diaspora
- Genocide of Tamils in Sri Lanka  Arhivirana inačica izvorne stranice od 20. kolovoza 2008. (Wayback Machine)